# Realia
En traduction, les realia sont des mots et des expressions désignant des éléments spécifiques à une culture. Le terme realia vient du latin médiéval (pluriel de reale, forme neutre de l'adjectif realis) et signifiait à l’origine « les choses réelles », ce qui relève du concret, par opposition à l’abstrait. C’est aux traducteurs bulgares Vlahov et Florin, les premiers à avoir mené une étude approfondie sur les realia, que l’on doit le sens moderne du mot. Ils soulignent qu’au vu de leur connotation très locale, les realia sont souvent sources de problèmes pour les traducteurs, puisqu’ils n’ont pas d’équivalent dans la langue cible. Les realia sont issues de la culture populaire ou de l’histoire culturelle d’un pays ou d’une région. 
D’autres translatologues utilisent le mot realia pour désigner des choses ou concepts spécifiques à une culture source. Ils en distinguent nettement les termes spécifiques à la langue source qui designent les realia. Ainsi, Koller parle de landes- und kulturspezifische Elemente (éléments spécifiques à un pays ou a une culture) et de Realia-Bezeichnungen (désignations de realia). Markstein utilise les deux terminologies.

## Types et exemples de realia
La plupart des exemples suivants étaient autrefois des realia. À l’heure actuelle, ces termes et noms propres sont passés dans le vocabulaire français courant.
Vlahov et Florin classent les realia en différentes catégories :

### Géographie
- Géographie physique : fjord, mistral, steppe, tornade, tsunami, etc.
- Éléments géographiques liés à l'activité humaine : polder, etc.
- Espèces endémiques : kiwi, koala, séquoia, etc.

### Ethnographie
- Vie quotidienne : paprika, spaghetti, empanada, cidre, bistrot, sauna, kimono, sari, sombrero, jeans, igloo, bungalow, etc.
- Métiers et armes : carabinieri, concierge, machette, bolas, etc.
- Art et culture : banjo, gong, commedia dell’arte, Arlequin, barde, geisha, ramadan, cinco de mayo, Pâques, Père Noël, loup-garou, vampire, mormon, quaker, derviche, pagode, synagogue, etc.
- Caractérisations ethniques : cockney, Fritz, gringo, yankee, etc.
- Unités de mesure et devises : mile, kilomètre, hectare, gallon, perche, rouble, lire, peseta, talent, greenback, etc.

### Politique et société
- Divisions administratives et territoriales: région, province, département, state, county, canton, principauté, arrondissement, etc.
- Organes et fonctions : agora, forum, Knesset, Douma, sénat, chancelier, tzar, shah, pharaon, vizir, ayatollah, satrape, etc.
- Vie politique et sociale : péroniste, tupamaros, Ku Klux Klan, partigiani, slavophile, lobbying, lord, bolchevik, agrégé, intouchables, samouraï, Union Jack, fleur de lys, etc.
- Realia militaires : cohorte, phalange, arquebuse, AK-47, Katioucha, cuirassier, etc.

## Traduction des realia
Plusieurs méthodes existent pour traduire les realia. Elles peuvent aller de la transcription phonétique à une traduction du sens général. Le chercheur israélien Gideon Toury, professeur à l’Université de Tel-Aviv, propose une définition de ces solutions. Selon sa classification, chacune d’elles peut se situer entre deux extrêmes : l'« adéquation » (proximité avec l'original) et l’« acceptabilité » (cohérence avec la culture cible). Différents procédés de traduction peuvent être utilisés pour traduire les realia : 
- Transcription du mot, caractère par caractère. Ce procédé est appelé translittération lorsque le mot original est écrit dans un alphabet différent.
- Transcription selon les règles de prononciation de la langue cible. Par exemple, le mot hindi Kašmir s’écrit « cachemire » en français.
- Création d’un nouveau mot par le procédé du calque, comme c’est le cas en anglais avec flea market, inspiré du français « marché aux puces ».
- Création d’un nouveau mot, analogue à l'original, mais qui possède une consonance plus locale (ex. : « muezzin » de l’arabe mu’adhdhin).
- Utilisation d’un mot de la langue source différent mais associé, présenté comme l’original. Par exemple, le mot italien cappucino est souvent traduit latte en anglais, qui signifie pourtant « lait » en italien.
- Explicitation du terme, par exemple, en parlant de « temple juif » pour désigner une synagogue.
- Substitution d’un mot source par un terme similaire dans la langue cible : en français, on parlera d’« art nouveau » plutôt que de Jugendstil.
- Substitution d’un mot par un terme générique ou international, comme « vin rouge » au lieu de « Beaujolais ».
- Ajout d’un adjectif pour aider le lecteur à identifier l'origine du realia (la pampa argentine, par exemple).
- Traduction du sens général. Ainsi, la phrase anglaise Does the National Health Service cover this drug? pourrait se traduire, dans un contexte belge, par « Ce médicament est-il remboursé par la mutuelle ? »

Diederik Grit, traducteur néerlandais et ancien chargé de cours en traductologie à l’université de Maastricht, propose également une classification des stratégies de traduction des realia, mais recourt à une terminologie différente. La nomenclature qu’il utilise est similaire à celle de Toury, mais si certaines de ses catégories rassemblent plusieurs procédés mis en avant par son homologue israélien, d’autres sont bien différentes. 
- Ainsi, la première stratégie de Grit, « le maintien » (handhaving), qui consiste à conserver tel quel dans le texte cible le terme de la langue source, ou à l’adapter, si nécessaire, d’un point de vue phonétique, orthographique ou morphologique, reprend sous une seule dénomination les premier, deuxième et quatrième procédés de Toury.
- Sa deuxième stratégie, le « calque » (leenvertaling) correspond à la troisième de Toury.
- Le troisième procédé proposé par Grit est l’« approximation » (benadering), qui consiste à remplacer le mot source par un mot proche, quasi équivalent, s’apparente au point sept ci-dessus. Grit attire l’attention sur le fait que cette méthode sera davantage employée dans des textes où c’est le sens général qui prime ; on l’évitera par exemple dans un texte juridique où elle pourrait entraîner une confusion.
- Grit intitule sa quatrième stratégie « description » ou « définition » (omschrijving of definiëring). Elle consiste à donner une brève explication du terme spécifique sans l’employer dans le texte cible. Elle correspond à l’« explication » de Toury.
- La cinquième stratégie est identique au point huit ci-dessus. Si seul un aspect du terme spécifique est important pour le lecteur cible, il est possible, par exemple, de recourir à un hyperonyme ou à un terme générique (point 8 chez Toury). C’est ce que Grit appelle une « traduction de l’essence » (kernvertaling).
- Par « adaptation » (adaptatie), il désigne le fait d’adapter la référence culturelle au public cible (ex. Albert Heijn → Carrefour).
- Enfin, la septième et dernière méthode de Grit est l’« omission » (weglating). Assez rare, elle s’emploie lorsque la dénotation du terme n’est pas pertinente pour le lecteur cible. On notera que ces deux dernières stratégies sont absentes de la classification de Toury.

Il faut également souligner que, vu les difficultés posées par ces procédés, il est souvent utile, voire préférable, de les combiner afin de rendre au mieux tant la dénotation que la connotation des realia.
La pertinence de chacune de ces solutions dépend de plusieurs facteurs. L'un d'entre eux est le type de texte traduit : les traductions « adéquates » des realia (dans l’acception de Toury) ajoutent un certain exotisme, une qualité souvent recherchée dans la traduction littéraire. De nos jours, pour les genres qui ne relèvent pas de la fiction, on a tendance à préférer l’« adéquation » à l’« acceptabilité », afin d'éviter l’ambiguïté qui pourrait surgir de l'utilisation de traductions culturellement plus neutres – bien que le contraire ait prévalu par le passé. Il faut également prendre en considération la place des realia dans la culture source du point de vue de leur importance et de leur familiarité. Si, par exemple, le terme spécifique est commun dans la culture source, fournir une traduction « adéquate » crée alors une touche d'exotisme absente de l’originale (bien qu'on puisse justifier cette approche en avançant qu'après tout, il ne s’agit pas d’un texte source, mais bien d’une traduction). Si, au contraire, la culture source perçoit ce terme comme inhabituel, les lecteurs de la traduction identifieront sans doute celui-ci comme étant inhabituel, sauf si le traducteur opte pour une traduction culturellement plus neutre.
Lors de l’élaboration d’une stratégie de traduction, deux aspects doivent être pris en compte : d’une part, les langues montrent des degrés divers d’intégration de termes et concepts étrangers ; d’autre part, le degré de familiarité entre le terme spécifique et le public cible peut aussi varier. Certaines langues, comme l'italien, sont favorables à ces mots et les intègrent régulièrement dans leur vocabulaire. D'autres langues, en revanche, présentent une tendance contraire : elles se montrent réticentes à l’égard des termes étrangers et refusent de les intégrer dans leur vocabulaire. Le français est un bel exemple de ce protectionnisme linguistique. Enfin, le lectorat cible (qui peut, ou non, correspondre à celui du texte source) influence le choix d'une stratégie de traduction appropriée des realia et la façon de déterminer le registre adapté. Par exemple, le nom d'un composé chimique sera traduit différemment selon que le texte s’adresse à des chimistes ou à des écoliers.